# رزا لیما
رزا لیما (انگلیسی: Rosa Lima؛ زادهٔ ۲ مهٔ ۱۹۶۴) بازیکن فوتبال اهل برزیل است.
از باشگاه‌هایی که در آن بازی کرده‌است می‌توان به باشگاه فوتبال بنفیکا اشاره کرد.
وی همچنین در تیم ملی فوتبال زنان برزیل بازی کرده‌است.